# إرنست أوديت
إرنست أوديت (26 أبريل 1896   - 17 نوفمبر 1941) كان طيارًا ألمانيًا خلال الحرب العالمية الأولى ولوفتفافه العقيد العام (Generaloberst) خلال الحرب العالمية الثانية.
انضم إلى القوات الجوية الألمانية القيصرية في سن 19، وأصبح في نهاية المطاف طيار بطل ملحوظًا في الحرب العالمية الأولى، وسجل 62 انتصارات مؤكدة بحلول نهاية حياته. أعلى طيار مقاتل ألماني سجل للنجاة من تلك الحرب، وثاني أعلى نتيجة بعد مانفريد فون ريشثوفن، قائده في السيرك الطائر، صعد أوديت ليصبح قائدًا سربًا تحت ريتشثوفن، ولاحقًا تحت هيرمان غورينغ.  قضى عشرينيات وأوائل الثلاثينيات كطيار إستعراضي، وسيركات طيران، ومصنع طائرات خفيفة، وبلاي بوي.
في عام 1933، انضم أوديت إلى الحزب النازي وانخرط في التطوير المبكر للوفتفافه، حيث  عُيَّن مديرًا للبحث والتطوير. مؤثرة في تبني تقنيات قاذفة انقضاضية بالإضافة إلى مفجر الغوص يونكرز يو 87، بحلول عام 1939، ارتفع إلى منصب المدير العام للمعدات في وفتفافه. أدى الضغط على الموقف ونفوره من الواجبات الإدارية إلى تطوير أوديت إدمان الكحول.

## روابط خارجية
- إرنست أوديت على موقع IMDb (الإنجليزية)
- إرنست أوديت على موقع مونزينجر (الألمانية)
- إرنست أوديت على موقع أول موفي (الإنجليزية)
- إرنست أوديت على موقع قاعدة بيانات الأفلام السويدية (السويدية)
- إرنست أوديت على موقع قاعدة بيانات الفيلم (الإنجليزية)
- إرنست أوديت على موقع أوليمبيديا (الإنجليزية)